# كفر العرب (دسوق)
كفر العرب، قرية رئيسية تابعة لمركز دسوق التابع لمحافظة كفر الشيخ في جمهورية مصر العربية.

## الوحدة المحلية بقرية كفر العرب
القرية الرئيسية هي قرية كفر العرب، وولا يتبعها قرى فرعية، ويتبعها 7 توابع من عزب وكفور ونجوع:
- محي بك
- عزبة الفار
- الحايس
- كامل جبلي
- القبس
- الدمرداشي
- شراقوة

## السكان
حسب إحصاءات عام 2006، بلغ عدد سكان كفر العرب 8576 نسمة، منهم 4287 ذكر و4289 أنثى.